# Cornelis van der Aa

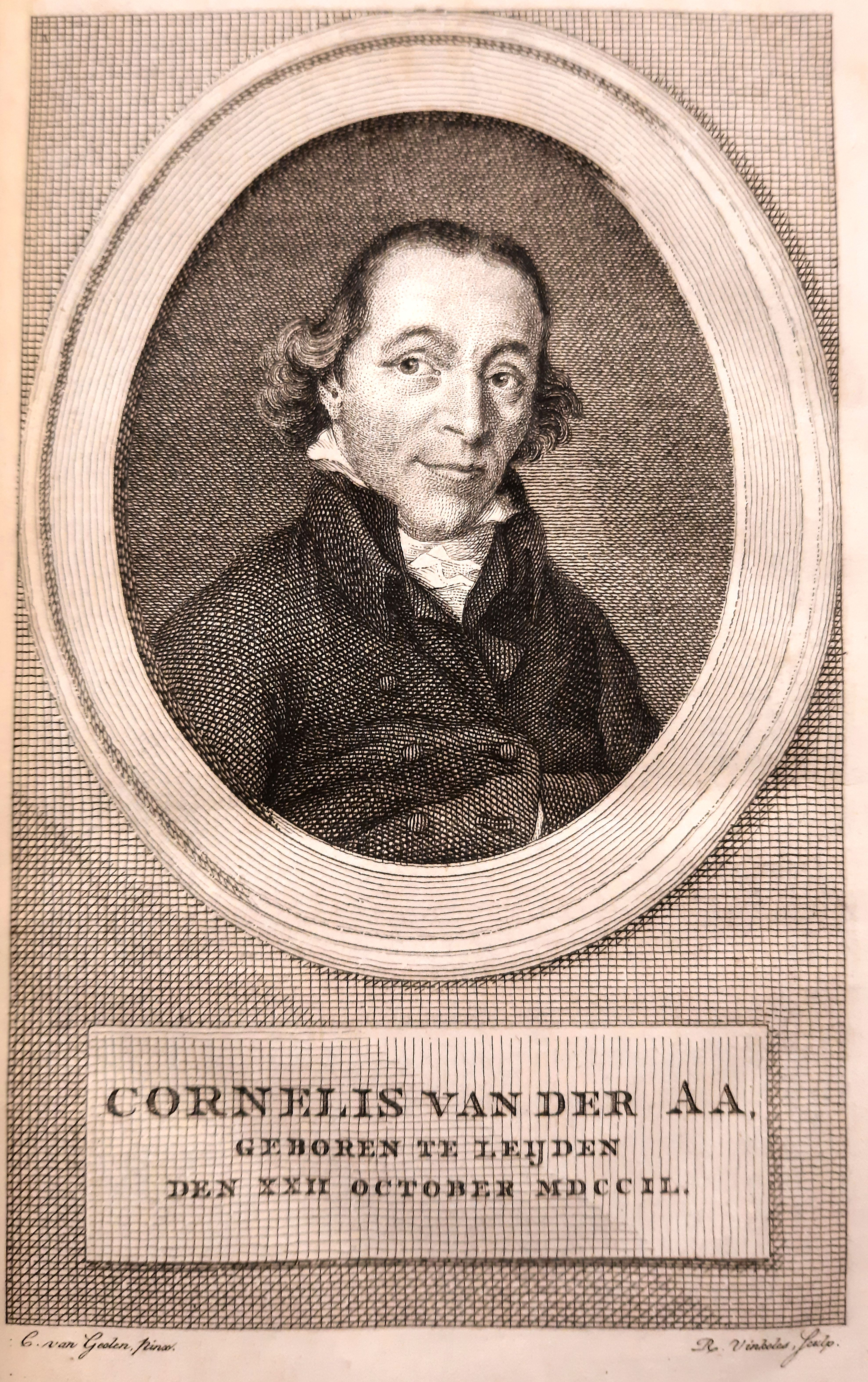

Cornelis van der Aa (Leiden, ngày 22 tháng 10 năm 1749 - Amsterdam, 1816) là một người bán sách ở Haarlem cho đến khi ông bị kết án vào năm 1796 bởi các schepenen của thành phố và nhận án năm năm tù giam và liên tiếp bị lưu đày vĩnh viễn khỏi Hà Lan vì lý do chính trị như một tín đồ của stadtholder. Cuối năm 1799, ông được trả tự do và định cư ở Utrecht và trở lại với nghề bán sách. Kể từ đó cho đến khi ông qua đời vào năm 1816 tại Amsterdam, nơi ông chuyển đến sau này, ông đã dành thời gian của mình để viết sách.

## Tác phẩm
- Handboekje der Vaderlandsche Geschiedenissen, Dordrecht 1804, 6 phần, 12o.
- Geschiedenis van den jongstgeëindigden oorlog, tot op het sluiten van den vrede te Amiens, Amsterdam 1808, 10 phần, illustrated, gr. 8o.
- De Geschiedenis der Vereenigde Nederlanden en derzelver buitenlandsche bezittingen, Dordrecht 1811, 25 phần, illustrated, kl. 8o.
- Geschiedenis van het leven, karakter en lotgevallen van Willem V. Prins van Oranje en Nassau, Franeker 1810, 5 phần với ảnh chân dung, gr. 8o.
- De doorluchtige Vorsten uit den Huize van Oranje-Nassau en derzelver uitmuntende daden, Amsterdam 1814, gr. 8o.
- De Tirannijen der Franschen in den jare 1747, 1785-1813 in de Nederlanden gepleegd, Amsterdam 1814, kl. 8o.
- Verslag van de gebeurtenissen in Amsterdam en Woerden in November en December 1813, Amsterdam 1814, 2 tập, gr. 8o.